# Michigan International Speedway
Le Michigan International Speedway est un ovale en forme de D de 2 miles (3,218 km) à inclinaison modérée.
Situé près de Brooklyn, le long de l'U.S. Highway 12, il est construit sur un terrain de plus de 5 km2, dans le secteur de Irish Hills, au sud-est du Michigan.
Il comporte de nombreuses tribunes offrant 137 243 places assises.
Il est connu comme étant « la piste sœur » du Texas Motor Speedway, il a servi de modèle lors de la construction du California Speedway.
Le Michigan International Speedway est une des pistes les plus rapides de la NASCAR en raison de ses virages larges et relevés et de ses longues lignes droites. Les vitesses lors des qualifications dépassent les 306 km/h et les vitesses d'entrée de virages dépassent les 322 km/h.
De ce fait c'est aussi l'un des ovales les plus sécurisés et les plus dangereux du championnat. Les vitesses atteintes étant aussi élevées qu'à Talladega de l'ordre de 345 km/h en bout de ligne droite. C'est d'ailleurs la vitesse constante qui rend l'ovale dangereux car les pilotes ne ralentissent que très peu par rapport à d'autres circuits. Ainsi Clifford Allison s'est tué lors de l'épreuve NASCAR Busch de 1992. et plusieurs furent très gravement blessés. Ainsi Rick Baldwin fut victime d'un accident en 1986 qui le laissa tétraplégique avec de graves lésions cérébrales ; il décéda d'ailleurs onze ans plus tard des suites de l'accident. Mais on notera surtout deux grands noms Ernie Irvan qui fut quasiment tué en 1994 et Emerson Fittipaldi qui termina sa carrière en 1996 à la suite d'un accident où il se fractura plusieurs vertèbres. Depuis, un nombre considérable d'aménagements ont été réalisés et le circuit est devenu l'un des plus sûrs des États-Unis.

## Histoire
Les travaux pour la construction du circuit en forme de D ovale, débutent le 28 septembre 1967. Plus de 2 millions de m3 de terre sont déplacés à cette fin. Le circuit est inauguré en 1968 et possède une capacité de 25 000 sièges. C'est Lawrence H. LoPatin (un promoteur foncier de la région de Detroit) qui est à l'origine de la construction de l'ovale. Il fut le premier propriétaire du circuit dont le coût fut à l'époque estimé entre 4 et 6 millions de dollars.
La première course s'est déroulée le dimanche 13 octobre 1968. Il s'agissait d'une course du championnat d'USAC longue de 250 miles et qui fut remportée par Ronnie Bucknum.
En 1972, Roger Penske rachète le circuit pour une somme estimée à 2 millions de dollars. Il améliorera à plusieurs reprises les infrastructures du circuit portant notamment sa capacité à 125 000 places.
Le nom officiel du circuit entre 1996 et 2000 a été Michigan Speedway par analogie avec les autres circuits appartenant à Roger Penske.
En 1999, le circuit est acheté par l'International Speedway Corporation (ISC) et en 2000, il récupère son ancienne dénomination , le Michigan International Speedway. Cette année là, une nouvelle tribune de 10 800 sièges est érigée dans le virage no 3.
C'est en 2004 et 2005 qu'a lieu la plus grande rénovation de l'histoire du site. L'AAA Motorsports Fan Plaza située derrière la tribune principale est reconfigurée sur 26 m2  et procure aux fans un endroit nouvellement amélioré leur permettant de s'y reposer, tout en profitant des stands des sponsors pendant que les activités sur la piste sont en pause.
Une nouvelle tour d'observation de trois étages abritant le Club des Champions et 16 nouvelles suites peuvent accueillir également les invités de marque, tandis qu'une tribune de presse ultramoderne et un vaste centre d'opérations surplombant l'ovale héberge les médias et les officiels.
La piste est refaite avant la saison 2012. Le dernier resurfaçage datait de 1995, les autres datant de 1967, 1975, et 1986. Un nouveau terrain de camping de luxe de 20 places appelé APEX est également aménagé pour la saison 2012.
Situé dans le virage 3, chaque emplacement (de 6 mètres sur 17) offre une zone avec des raccordements en électricité et en eau, une table de pique-nique et un grill. Outre des sièges en première ligne permettant de regarder la course, la zone APEX offre un service personnalisé à ses invités, y compris un concierge disponible pour satisfaire à tous leurs besoins pendant le week-end de la course. Pour la construction de ces nouveaux éléments, les tribunes situées dans les virages 3 et 4 ont été enlevées.

## Courses actuelles
- NASCAR Cup Series
  - FireKeepers Casino 400
  - Pure Michigan 400
- Xfinity Series
  - Irish Hills 250 (en)
- Camping World Truck Series
  - LTi Printing 200 (en)
- IndyCar Series
  - 500 Miles du Michigan (ex Firestone Indy 400)
- ARCA
  - Corrigan Oil 200 (en)

## Records

### La piste
| Record                            | Année             | Date              | Pilote               | Temps             | Vitesse moyenne (en km/h) |
| NASCAR Cup Series                 | NASCAR Cup Series | NASCAR Cup Series | NASCAR Cup Series    | NASCAR Cup Series | NASCAR Cup Series         |
| --------------------------------- | ----------------- | ----------------- | -------------------- | ----------------- | ------------------------- |
| Qualification (1 tour)            | 2014              | 15 août           | Jeff Gordon          | 34 s 857          | 332,423                   |
| En course (400 miles)             | 1999              | 13 juin           | Dale Jarrett         | 2 h 17 min 56 s   | 280,021                   |
| NASCAR Xfinity Series             |                   |                   |                      |                   |                           |
| Qualification (1 tour)            | 2015              | 13 juin           | Joey Logano          | 37 s 157          | 311,846                   |
| En course (250 miles)             | 1995              | 19 août           | Mark Martin          | 1 h 10 min 46 s   | 272,898                   |
| NASCAR Camping World Truck Series |                   |                   |                      |                   |                           |
| Qualification (1 tour)            | 2014              | 15 août           | Joey Logano          | 38 s 370          | 301,989                   |
| En course (200 miles)             | 2003              | 26 juillet        | Brendan Gaughan (en) | 1 h 17 min 54 s   | 247,910                   |
| CART                              |                   |                   |                      |                   |                           |
| Qualification (1 tour)            | 2000              | 22 juillet        | Paul Tracy           | 30 s 645          | 378,114                   |
| En course (500 miles)             | 1990              | 5 août            | Al Unser Jr.         | 2 h 33 min 07 s   | 305,336                   |
| IndyCar Series                    |                   |                   |                      |                   |                           |
| Qualification (1 tour)            | 2003              | 26 juillet        | Tomas Scheckter      | 32s 365           | 358,011                   |
| En course (400 miles)             | 2006              | 30 juillet        | Hélio Castroneves    | 2 h 03 min 43 s   | 312,168                   |

### En NASCAR Cup Series
Il faut compter au minimum avoir participé à cinq courses. Statistiques datant du 21 août 2011.
| + de victoires                      | 9      | David Pearson   |
| + de Top5                           | 21     | Cale Yarborough |
| + de Top10                          | 31     | Mark Martin     |
| + de départs                        | 61     | Bill Elliott    |
| + de pole position                  | 10     | David Pearson   |
| + de tours terminés                 | 11 212 | Bill Elliott    |
| + de tours en tête                  | 1 308  | Cale Yarborough |
| Meilleur place moyenne au départ*   | 3,1    | Bobby Isaac     |
| meilleur place moyenne à l'arrivée* | 8,2    | Carl Edwards    |

## Liste des accidents mortels
| Nom                                             | Date            | Qualité     | Championnat                    | Compétition                                   |
| ----------------------------------------------- | --------------- | ----------- | ------------------------------ | --------------------------------------------- |
| Derwood Fletcher                                | 11 mai 1969     | Pilote      | Trans-Am Series                | Wolverine 4-Hour Trans-Am (Ford Mustang Boss) |
| Clifford Allison                                | 13 août 1992    | Pilote      | NASCAR Busch Series            | Detroit Gasket 200                            |
| Rick Baldwin                                    | 12 juin 1997    | Pilote      | NASCAR Winston Cup Series      | Miller 400                                    |
| Kenneth Fox Sheryl A. Laster Michael T. Tautkus | 26 juillet 1998 | Spectateurs | Championship Auto Racing Teams | US 500                                        |

## Autres événements
En plus de la course automobile, le site accueille un certain nombre d'événements, y compris :
- Les finales de cross country de la Michigan High School Athletic Association de la péninsule inférieure du Michigan[7],[8] ;
- L' annuel tour cycliste Make-A-Wish[9] ;
- Divers concerts en relation avec les weekend de course ;
- Des cours de pilotage s'y donnent tout au long de l'année ;
- Le Formule SAE, un concours de design pour étudiants, se déroule maintenant dans le complexe après avoir été organisé auparavant sur le parking du Silverdome ;
- Depuis 2010, le Festival de Vins et de Bières du Michigan[10] ;
- Depuis 2013, le Faster Horses, un festival de musique country[11],[12].

## Jeux vidéo
Le circuit est présent dans les jeux vidéo suivants :
- ARCA Sim Racing '08
- Bill Elliott's NASCAR Challenge
- CART World Series
- IndyCar Racing
- Indy Heat
- Mario Andretti's Racing Challenge
- NASCAR Heat 2
- NASCAR Racing
- NASCAR Racing 2002 Season
- Nascar Racing 2
- NASCAR Racing 3
- NASCAR Racing 4
- Nascar Thunder 2002
- Nascar Thunder 2004
- TOCA Race Driver 2